# Кильские шпроты

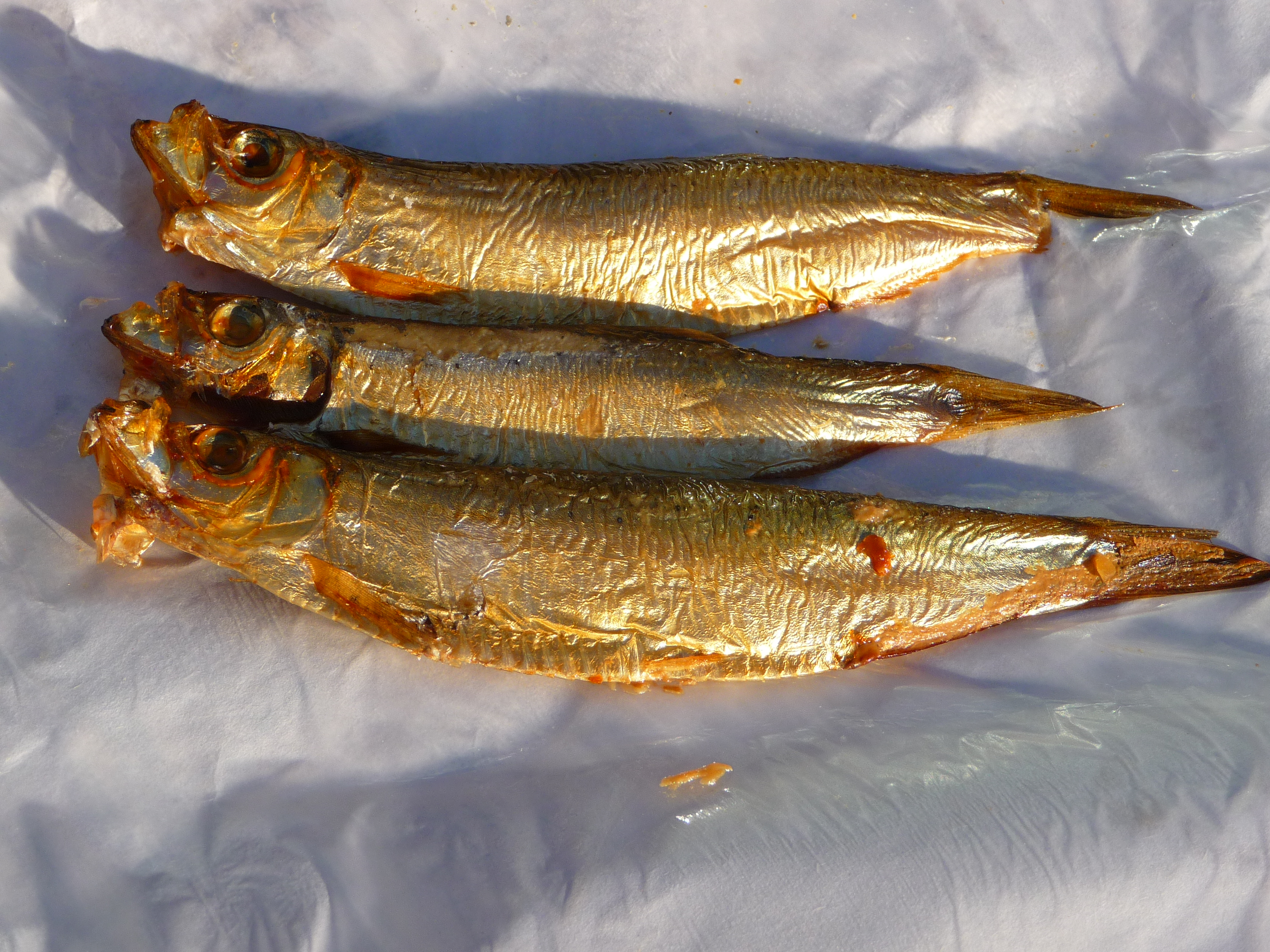
Кильские шпроты

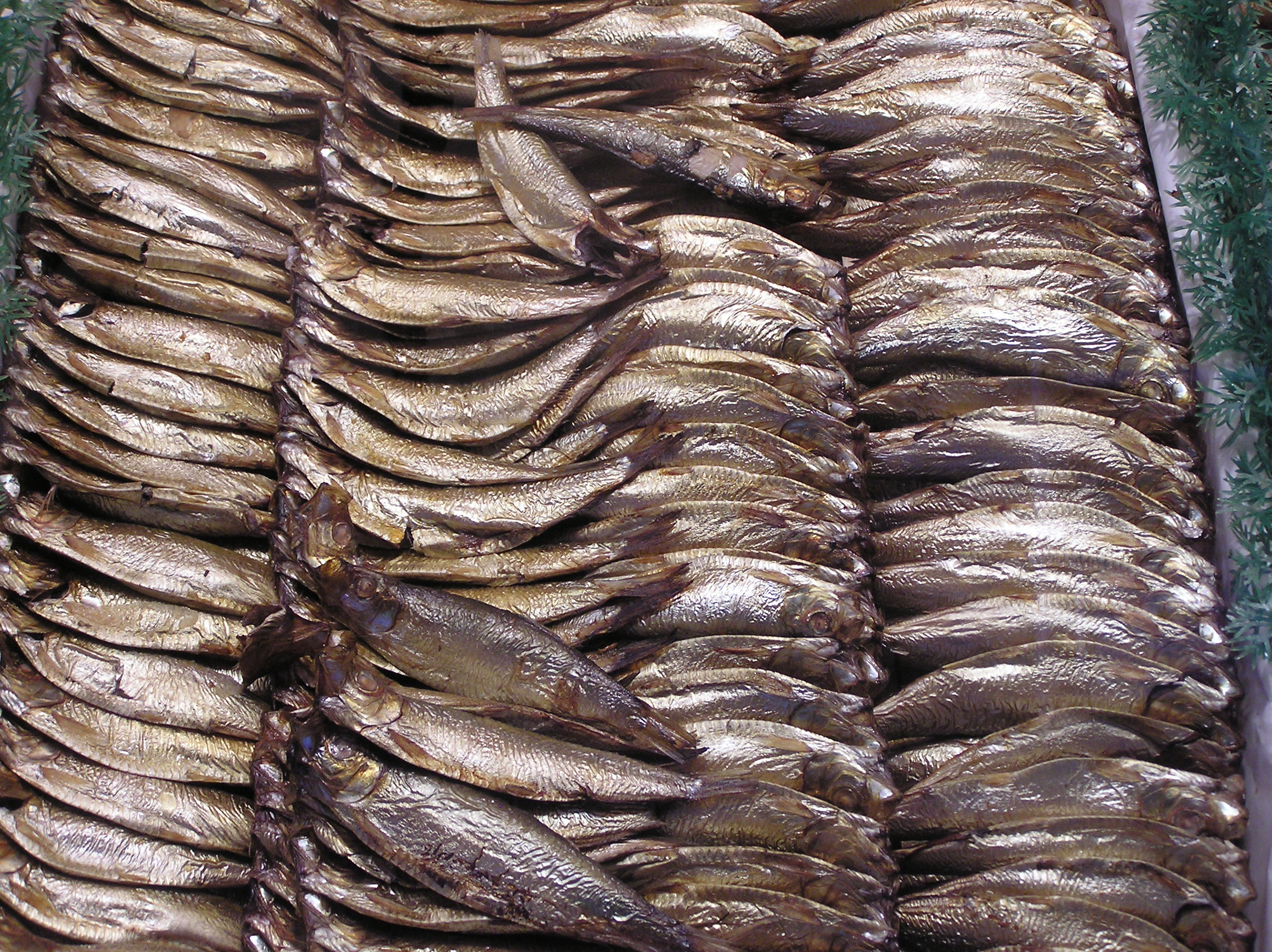
Кильские шпроты

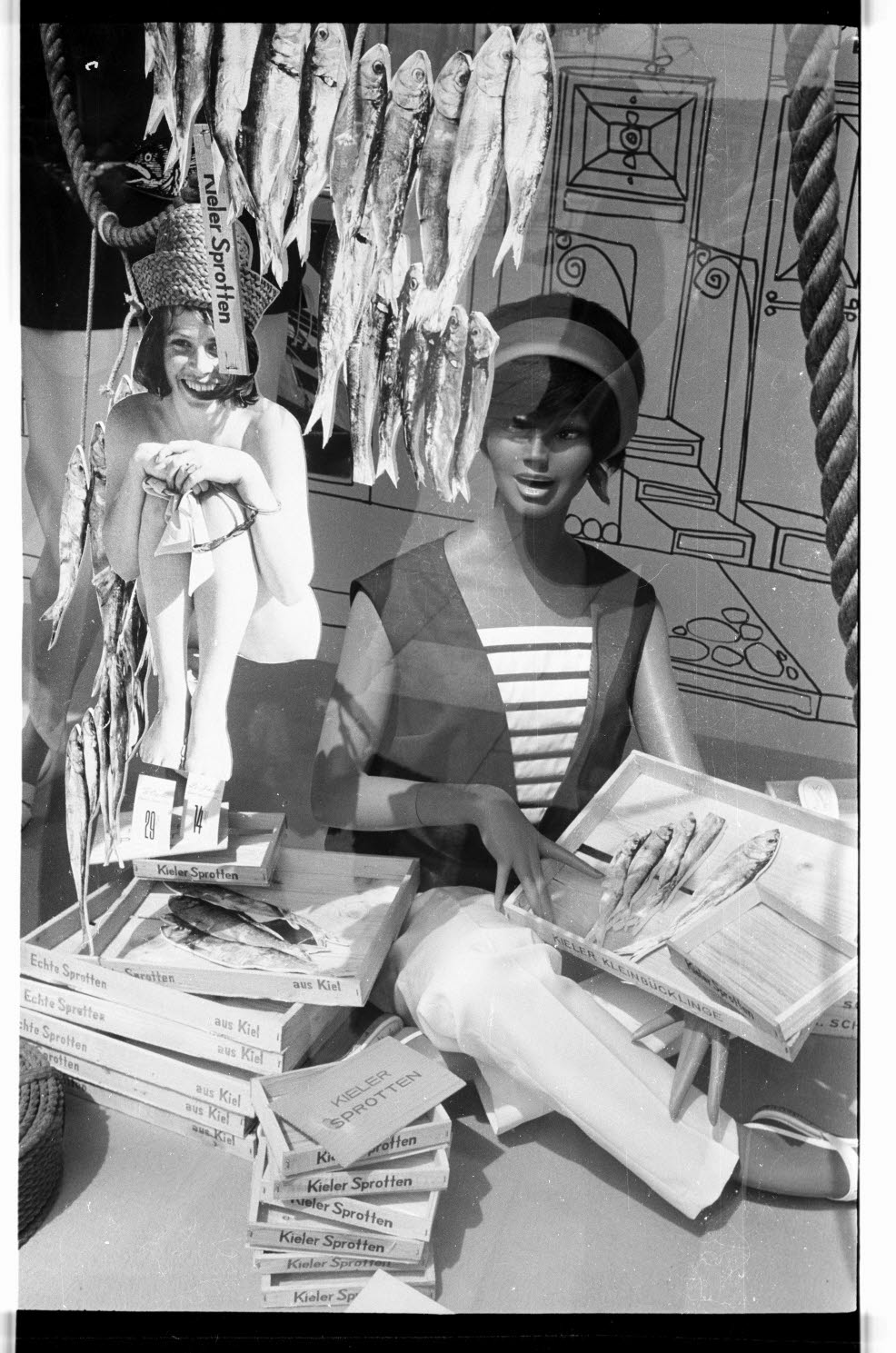
Витрина с рекламой кильских шпрот. Кильская неделя. 1962

Кильские шпроты (нем. Kieler Sprotten) — традиционный деликатесный рыбный продукт из Шлезвиг-Гольштейна, европейский шпрот горячего копчения. Кильские шпроты обычно поступают в розничную торговлю в плоских деревянных ящиках разного размера и экспортируются во многие страны мира. Копчёные шпроты можно есть целиком вместе с мягкими головой, костями и хвостом, но обычно их принято перед употреблением удалять. Кильские шпроты по традиции едят с хлебом с маслом или омлетом, а также изысканно сервируют на нарезанном кубиками желе с кочанным или кресс-салатом. «Кильскими шпротами» иронически называют также уроженцев города Киля.
Производство кильских шпрот находится не в Киле, а в 25 км к северо-западу от него, в прибрежном городке Эккернфёрде, где рыба и шпрот в частности издавна были основным источником дохода населения, а сами шпроты считались тогда в Эккернфёрде бедняцкой едой. Сохранилось стихотворение на нижненемецком языке, прославляющее эккернфёрдцев, которые умеют из серебра сделать золото. Шпроты заходили в Кильскую бухту, где рыбакам не составляло труда их выловить. В 1884 году Альфред Брем писал, что в Эккернфёрде на Балтийском море вылавливают в среднем 16 млн шпрот, которые преимущественно коптят и отправляют по всему миру под названием «кильские шпроты». На производство кильских шпрот идёт рыба длиной около 10 см и весом около 25 г. Лучшие кильские шпроты получаются из позднего осеннего улова, когда мясо у шпрот упругое и жир распределён по всей тушке. Ранее кильские шпроты коптили в альтонских печах исключительно на буковой или ольховой щепе, которая придаёт конечному продукту знаменитый золотистый цвет. В 1930-е годы в Эккернфёрде, носившем имя «столицы шпрот», насчитывалось около четырёх десятков рыбокоптилен. Теперь вылов шпрота ведётся в Балтийском море у Киля в хозяйственно незначимых объёмах. До настоящего времени в Эккернфёрде сохранилась единственная рыбокоптильня.
По широко известной легенде, кильские шпроты ошибочно называются «кильскими» потому, что их доставка клиентам осуществлялась из Эккернфёрде гужевым транспортом сначала на железнодорожный вокзал в Киле, где ящики с продукцией маркировали огромным штампом отправителя «Киль Центральный» и перегружали в поезда на Альтону. Собственный вокзал в Эккернфёрде появился только в 1881 году. Тем не менее, ещё до появления железной дороги из Киля в Альтону кильские шпроты вместе с кильскими бюклингами упоминались в издании 1809 года «Новейшее страноведение и этнография». Кильские шпроты также фигурируют в стихотворении Маттиаса Клаудиуса, датированном 1786 годом.
Под названием «Кильские шпроты» в Киле на настоящей кильской воде производится аквавит, который по старинной традиции «для готовности» провозят по Кильской бухте на ганзейском когге.